# Final Destination (filmserie)
Final Destination är en serie amerikanska skräckfilmer skapad av Jeffrey Reddick och distributerad av New Line Cinema och Warner Bros. Home Entertainment. Filmserien skapades av ett oproducerat manus menat för ett avsnitt av tv-serien Arkiv X men som senare köptes in av New Line Cinema som gjorde om manuset från avsnitt till långfilm som regisserades först av James Wong. Alla filmer följer oftast en grupp av människor, varav en av av dem får en slags vision om att en annalkande olycka är på väg att döda allihopa. Personen som får visionen lyckas varna sina medmänniskor innan olyckan faktiskt inträffar. Efter att ha undvikit dödsfallen i visionen börjar Döden personligen söka upp överlevarna och se till att de dör på riktigt genom att skapa olyckor som händer av olika komplicerade kedjereaktioner som till slut leder till deras död. Dessa kedjereaktioner liknar konceptet med Rube Goldberg-maskiner.
Franchisen har hyllats för sitt innovativa upplägg samt sin fascinerande syn på Döden och hur filmerna porträtterar den som en osynlig övernaturlig naturkraft istället för en vanlig skräckfilmsskurk. Franchisen har också hyllats för sina kreativa dödsscener.

## Bakgrund
Final Destination skrevs av Jeffrey Reddick efter att han hade läst en artikel om en mamma som ringde till sin dotter som var på semester och sa: ’Ta inte flyget i morgon, jag har en riktigt dålig känsla’”. Dottern bytte flyg och det plan hon ursprungligen skulle ha tagit kraschade. Reddick hade ursprungligen skrivit manuset som ett avsnitt av Arkiv X, men efter att New Line Cinema kontaktade honom om sitt intresse för idén gjorde han manus till en långfilm. Efter att ha utvecklat mera på långfilmsidén anlitade New Line Cinema Reddick för att skriva vidare på manuset; James Wong och Glen Morgan anlitades senare för att skriva inspelningsmanuset.

## Filmer
| Filmer                       | Amerikansk premiär | Regissörer                 | Manusförfattare                              | Berättelse                                        | Producenter                                                                       | Status   |
| ---------------------------- | ------------------ | -------------------------- | -------------------------------------------- | ------------------------------------------------- | --------------------------------------------------------------------------------- | -------- |
| Final Destination            | 17 mars 2000       | James Wong                 | Glen Morgan & James Wong och Jeffrey Reddick | Jeffrey Reddick                                   | Warren Zide, Craig Perry och Glen Morgan                                          | Utsläppt |
| Final Destination 2          | 31 januari 2003    | David R. Ellis             | J. Mackye Gruber & Eric Bress                | J. Mackye Gruber & Eric Bress and Jeffrey Reddick | Warren Zide och Craig Perry                                                       | Utsläppt |
| Final Destination 3          | 10 februari 2006   | James Wong                 | Glen Morgan & James Wong                     | Glen Morgan & James Wong                          | Glen Morgan, James Wong, Craig Perry och Warren Zide                              | Utsläppt |
| The Final Destination        | 28 augusti 2009    | David R. Ellis             | Eric Bress                                   | Eric Bress                                        | Craig Perry och Warren Zide                                                       | Utsläppt |
| Final Destination 5          | 12 augusti 2011    | Steven Quale               | Eric Heisserer                               | Eric Heisserer                                    | Craig Perry och Warren Zide                                                       | Utsläppt |
| Final Destination Bloodlines | 16 Maj, 2025       | Zach Lipovsky & Adam Stein | Guy Busick & Lori Evans Taylor               | Jon Watts, Guy Busick & Lori Evans Taylor         | Craig Perry, Sheila Hanahan Taylor, Jon Watts, Dianne McGunigle och Toby Emmerich | Utsläppt |

### Final Destination(2000)
I den ursprungliga filmen går high school-eleven Alex Browning ombord på Volée Airlines Flight 180 med sina klasskamrater på väg för en studieresa till Paris. Innan planet lyfter får Alex en syn att planet kommer att explodera i luften och döda alla ombord. När händelserna från hans vision börjar upprepa sig i verkligheten får han panik och ett slagsmål bryter ut, vilket leder till att flera passagerare får lämna planet, däribland Clear Rivers, Carter Horton, Billy Hitchcock, Valerie Lewton, Terry Chaney och Tod Waggner, som allihopa senare ser planet explodera precis som Alex förutspått. Efteråt börjar de överlevande dö en efter en i samma ordning som de skulle ha dött på Flight 180 genom en rad bisarra olyckor, och Alex försöker hitta ett sätt att ”lura” Dödens plan och bryta mönstret innan det är för sent.
Efter flera dödsfall lyckas Alex rädda Carter och får Döden att hoppa över honom samtidigt som han också lyckas rädda Clear och få döden hoppa över henne också. Sex månader senare reser Alex, Clear och Carter till Paris för att fira sin överlevnad och tror att de äntligen har lurat Döden, men Carter påpekar att eftersom ingen räddade Alex under hela den här tiden står han ännu på tur att jagas av Döden. Alex blir nästan påkörd av en buss innan Carter räddar honom, men blir sedan själv krossad av en fallande neonskylt, vilket får Alex och Clear inse att Dödens plan fortfarande är i verket.

### Final Destination 2(2003)
Filmserien fortsätter ett år efter explosionen av Flight 180. Kimberly Corman får en vision om en enorm bilkrock orsakad av en lastbil med timmerstockar på Route 23, där alla inblandade dör. Hon stannar sin bil på påfartsrampen och hindrar flera personer från att köra ut på motorvägen, däribland konstapel Thomas Burke, Eugene Dix, Rory Peters, Kat Jennings, Nora och Tim Carpenter, Evan Lewis och gravida Isabella Hudson. Några sekunder därefter inträffar krocken som hon förutspått. Dagarna efter olyckan börjar de överlevande att dö en efter en i en rad bisarra olyckor.
När Kimberly får höra talas om explosionen på Flight 180 samarbetar hon med Clear Rivers, den enda överlevande kvar från explosionen, för att försöka rädda en ny grupp människor som är en del av Dödens mönster. Den här gången får de överlevande veta att endast ”nytt liv” kan besegra Döden, och de måste hålla sig vid liv tillräckligt länge för att Isabella ska kunna föda sitt barn. Det visar sig senare att det aldrig var meningen att Isabella skulle dö i krocken, vilket får Kimberly inse att hon själv måste dö och återupplivas för att stoppa Dödens plan. Hon tar en ambulans och kör den rakt ner i en sjö varefter hon återupplivas av räddningspersonalen som ger henne ”nytt liv” och bryter sönder Dödens mönster, vilket gör henne till den enda personen i hela filmserien som har varit på Dödens mönster och överlevt.

### Final Destination 3(2006)
I Final Destination 3 besöker high school-eleven Wendy Christensen (Mary Elizabeth Winstead) en nöjespark för att fira skolavslutningen tillsammans med sina vänner Kevin Fischer, Jason Wise och Carrie Dreyer. När Wendy och hennes vänner går ombord på berg- och dalbanan Devil's Flight får Wendy en föraning om att åkturen kommer att krascha och döda alla ombord. När Wendy får panik utbryter ett slagsmål och flera personer lämnar eller tvingas av åkattraktionen innan olyckan inträffar, däribland Kevin, Wendys yngre syster Julie och studenterna Ian McKinley, Erin Ulmer, Lewis Romero, Frankie Cheeks, Ashley Freund, Ashlyn Halperin och Perry Malinowski. När de överlevande börjar dö en efter en i en serie märkliga olyckor, ger sig Wendy och Kevin ut för att rädda dem som är kvar efter att de fått reda på händelserna i de två första filmerna. De upptäcker också att fotografierna de tog i parken innehåller ledtrådar till deras död. De flesta av deras räddningsförsök är förgäves, med undantag för Julie och dem själva, vilket får dem att tro att de har lurat Döden. Men fem månader senare möts de tre ”av en slump” och hamnar i en fruktansvärd tunnelbaneolycka som lämnar deras öden ovissa.

### The Final Destination(2009)
I den fjärde filmen besöker collegestudenten Nick O'Bannon (Bobby Campo) McKinley Speedway tillsammans med sina vänner Lori Milligan, Janet Cunningham, och Hunt Wynorski. Medan han tittar på loppet får Nick en föraning om att en bilkrasch kommer att skicka metallbråte in på läktaren och få stadion att kollapsa över åskådarna. När Nick får panik utbryter ett slagsmål och flera personer lämnar stadion innan olyckan inträffar, däribland hans vänner Lori, Janet och Hunt, säkerhetsvakten George Lanter och åskådarna Andy Kewzer, Samantha Lane, Jonathan Groves, Carter Daniels och Nadia Monroy.
Än en gång dödas de överlevande i en rad märkliga olyckor, förutom Janet som räddas strax före sin död. Detta får de återstående överlevande att tro att de har lurat Döden, tills Nick får en ny föraning om en katastrofal explosion i ett köpcentrum, som han lyckas förhindra och räddar sig själv, Lori och Janet. Två veckor senare på ett café inser Nick att visionen om köpcentrets explosion inte var menad att döda dem, utan bara var avsedd att leda dem dit Döden ville att de skulle vara och det slutar med att alla tre dödas av en skenande lastbil.

### Final Destination 5(2011)
I den femte filmen är Sam Lawton på en företagsresa med sina kollegor. Medan de korsar North Bay Bridge får han en föraning om att bron kommer att kollapsa och döda alla på den. Sam lyckas övertala flera av sina kollegor att gå av bron innan olyckan inträffar, däribland Molly Harper, Nathan Sears, Peter Friedkin, Dennis Lapman, Olivia Castle, Isaac Palmer och Candice Hooper. När Candice och Isaac dör i bisarra olyckor varnas Sam för att Döden fortfarande är ute efter de resterande överlevarna och får veta av begravningsentreprenören William Bludworth (Tony Todd) att om han vill leva måste han döda någon som aldrig var tänkt att dö på bron och ta deras återstående livstid.
Olivia och Dennis dödas innan de har en chans att rädda sig själva, men Nathan gör anspråk på en kollegas livstid när han av misstag orsakar hans död i en olycka på en fabrik. Peter försöker döda Molly, avundsjuk för att hon överlevde i stället för Candice. Han får till slut samma livslängd genom att ha dödat en agent som utredde broraset, men dödas av Sam innan han hinner döda Molly. Några veckor senare går Sam och Molly ombord på ett plan till Paris, som visar sig vara Flight 180 från den första filmen. När flygplanskroppen slits sönder sugs Molly ut ur planet och klyvs av dess vinge medan Sam dödas i den efterföljande explosionen. Ett landningsställ från planet kraschar in i en cocktailbar, där Nathan dödas, eftersom den medarbetare vars liv han tagit ifrån hade en dödlig sjukdom och skulle dö ”vilken dag som helst”.

### Final Destination Bloodlines(2025)
Den sjätte filmen utspelar sig 60 år senare. Iris Campbell får en vision om hur restaurangtornet Skyview Towers dansgolv av glas kommer att spricka och få alla människor att falla mot sin död. Iris barnbarn Stefani Reyes får uppleva hennes vision genom återkommande mardrömmar som får henne att besöka Iris, som förklarar att genom alla de 60 åren har Döden sökt upp alla som överlevde Skyview Towers ras innan det hände och dödat dem i en rad bisarra olyckor som också inkluderar deras familjer som aldrig var menade att existera, och att Döden nu är efter Stefani och den återstående av Iris blodslinje, genom att alla ska dö i den ordning som de är födda. Iris dör av en flygande metallpåle som genomborrar hennes huvud.
Sedan flera medlemmar av hennes familj dött söker Stefani och de överlevande upp William Bludworth som förklarar att enda sättet att lura Döden är att antingen ta någons återstående livslängd eller att dö och försöka bli återupplivad, som Kimberly Corman gjorde. Efter att Döden har tagit ytterligare familjemedlemmar återstår nu bara Stefani, hennes yngre bror Charlie och deras mamma Darlene som är den nästa på tur att dö. De söker skydd i Iris befästa stuga i hopp om att kunna rädda Darlene, men en explosion utbryter som förstör stugan och Darlene dödas av en fallande elstolpe. Stefani drunknar i ett vattenhål efter att hennes bilbälte dragit åt henne. Hon räddas dock i tid av Charlie som får henne att vakna upp igen, vilket får båda att tro att genom hennes död och återupplivning har Dödens mönster brutits.
Några veckor senare skjutsar Stefani Charlie till en fest där hon träffar en förälder som säger att hon endast svimmade och att hennes hjärta inte stannade när hon drunknade. Medvetna om att de fortfarande är i fara börjar Charlie och Stefani gå därifrån men ett skenande tåg med timmer spårar ur och brakar in i deras bostadsområde, varvid Stefani och Charlie dödas av timmerstockarna.

## Intäkter
| Film                  | Premiär          | Budget         | Totala intäkter | Totala intäkter     | Totala intäkter | Referenser  |
| Film                  | Premiär          | Budget         | Nordamerika     | Utanför Nordamerika | Globalt         | Referenser  |
| --------------------- | ---------------- | -------------- | --------------- | ------------------- | --------------- | ----------- |
| Final Destination     | 17 mars 2000     | 23 miljoner $  | 53 331 147 $    | 59 549 147 $        | 112 880 294 $   | [ 1 ]       |
| Final Destination 2   | 31 januari 2003  | 26 miljoner $  | 46 961 214 $    | 43 979 915 $        | 90 941 129 $    | [ 2 ]       |
| Final Destination 3   | 10 februari 2006 | 25 miljoner $  | 54 098 051 $    | 64 792 221 $        | 118 890 272 $   | [ 3 ]       |
| The Final Destination | 28 augusti 2009  | 40 miljoner $  | 66 477 700 $    | 119 689 439 $       | 186 167 139 $   | [ 4 ]       |
| Final Destination 5   | 12 augusti 2011  | 40 miljoner $  | 42 587 643 $    | 115 300 000 $       | 157 887 643 $   | [ 5 ]       |
| Totalt                | Totalt           | 154 miljoner $ | 263 455 755 $   | 403 310 722 $       | 666 766 477 $   | [ 6 ] [ 7 ] |